# هلال سزكين

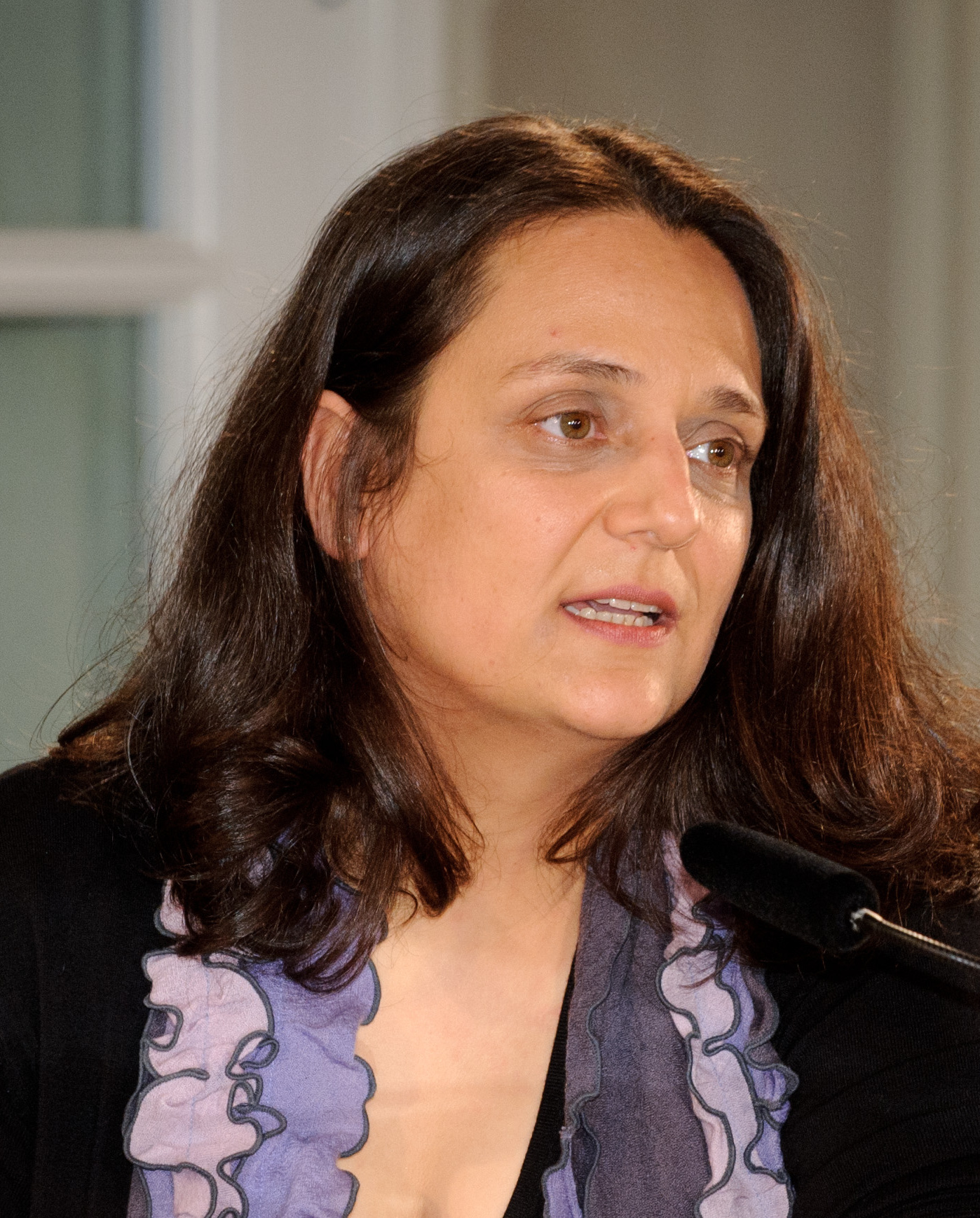
هلال سزكين، 2011

هلال سزكين (وُلدَت في 29 أيار 1970 في فرانكفورت أم ماين) هي كاتبة وناشرة وصحفية تركية ألمانية.

## الحياة
هلال سزكين هي ابنة العلماء الإسلاميين أورسولا وفؤاد سزكين. وهي تحمل الجنسيتين الألمانية والتركية. بعد تخرجها من المدرسة الثانوية في براونشفايغ، درست الفلسفة في فرانكفورت أم ماين، وتخصصت في الفلسفة الأخلاقية والنظرية السياسية، وكذلك علم الاجتماع والدراسات الألمانية.
تعيش في قرية في منطقة لونيبورغ [الإنجليزية].

## العمل الصحفي
تُعد سزكين أحد المؤلفين المسلمين القلائل الذين يكتبون للصحف الوطنية في ألمانيا. تهتم بشكل خاص بالنسوية، والإسلام ورهاب الإسلام، وأخلاقيات الحيوان. تكتب سزكين نصوصًا خلفية ومقالات وأعمدة للصحف والمجلات، مثل عمود "حيواناتي" ، الذي ظهر في صحيفة فرانكفورتر روندشاو [الإنجليزية] وصحيفة برلينر تسايتونج [الإنجليزية] منذ عام 2011. منذ عام 2006 أصبحت واحدة من كاتبات العمود المتخصص في الحفر على صفحة الرأي في صحيفة تاز. من عام 2007 إلى عام 2010 كانت واحدة من المؤلفين الأربعة المنتظمين لبرنامج كلمة الجمعة [الألمانية] في إذاعة الجنوب الغربي [الإنجليزية].
ظهرت لأول مرة كمؤلفة في عام 1999 برواية الجريمة التاريخية موت الخياط [الألمانية].

## روابط خارجية
- [https://portal.dnb.de/opac.htm?method=simpleSearch&query=121465594

```
نصوص عن هلال سزكين] في فهرس 
مكتبة ألمانيا الوطنية
 
```

- Rezensionsnotizen ملاحظات المراجعة على Perlentaucher.de
- hilalsezgin.de